# Концептуальне мистецтво

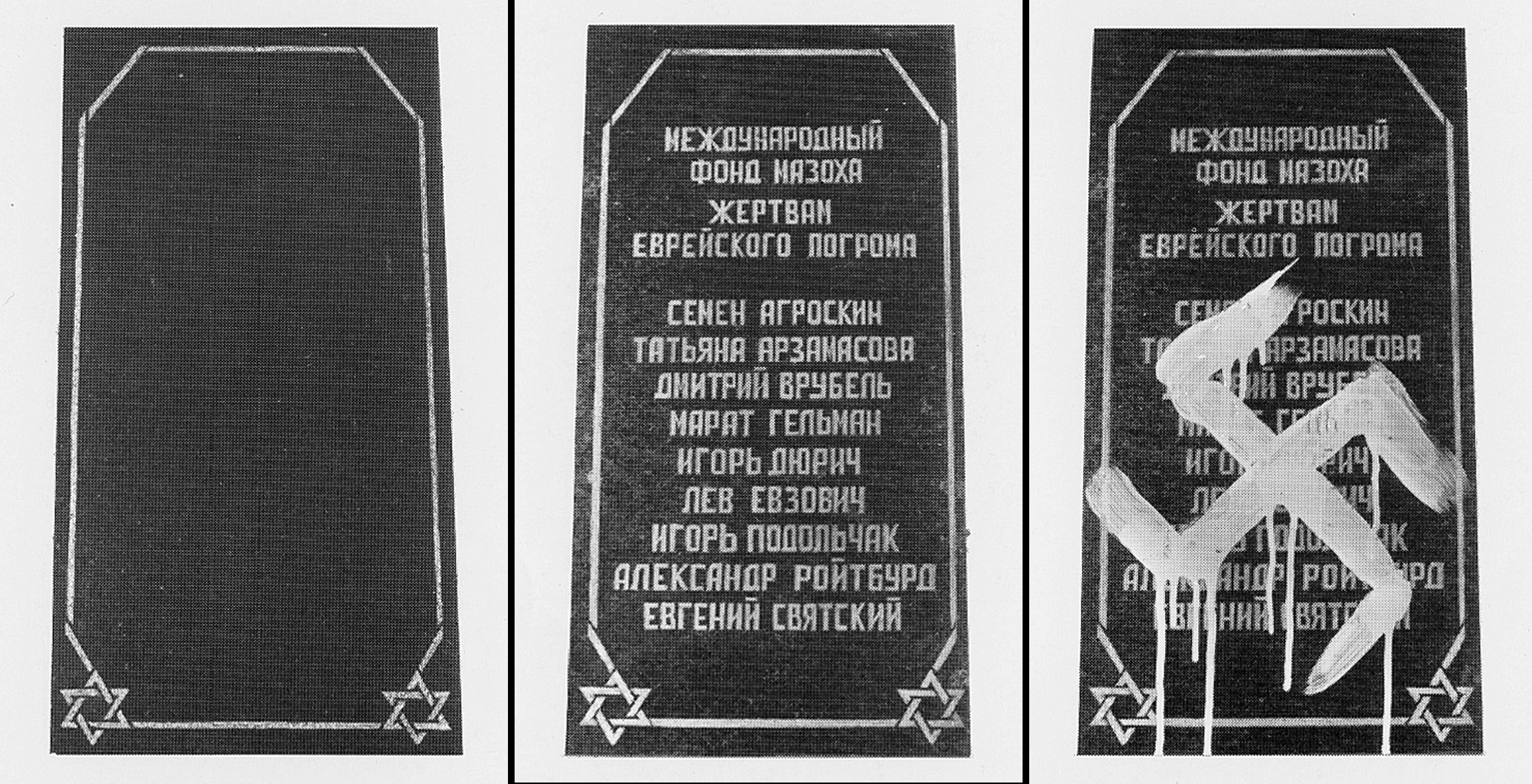
Останній єврейський погром, Об'єкт з акції Фонду Мазоха, Галерея Гельмана, Москва 1994

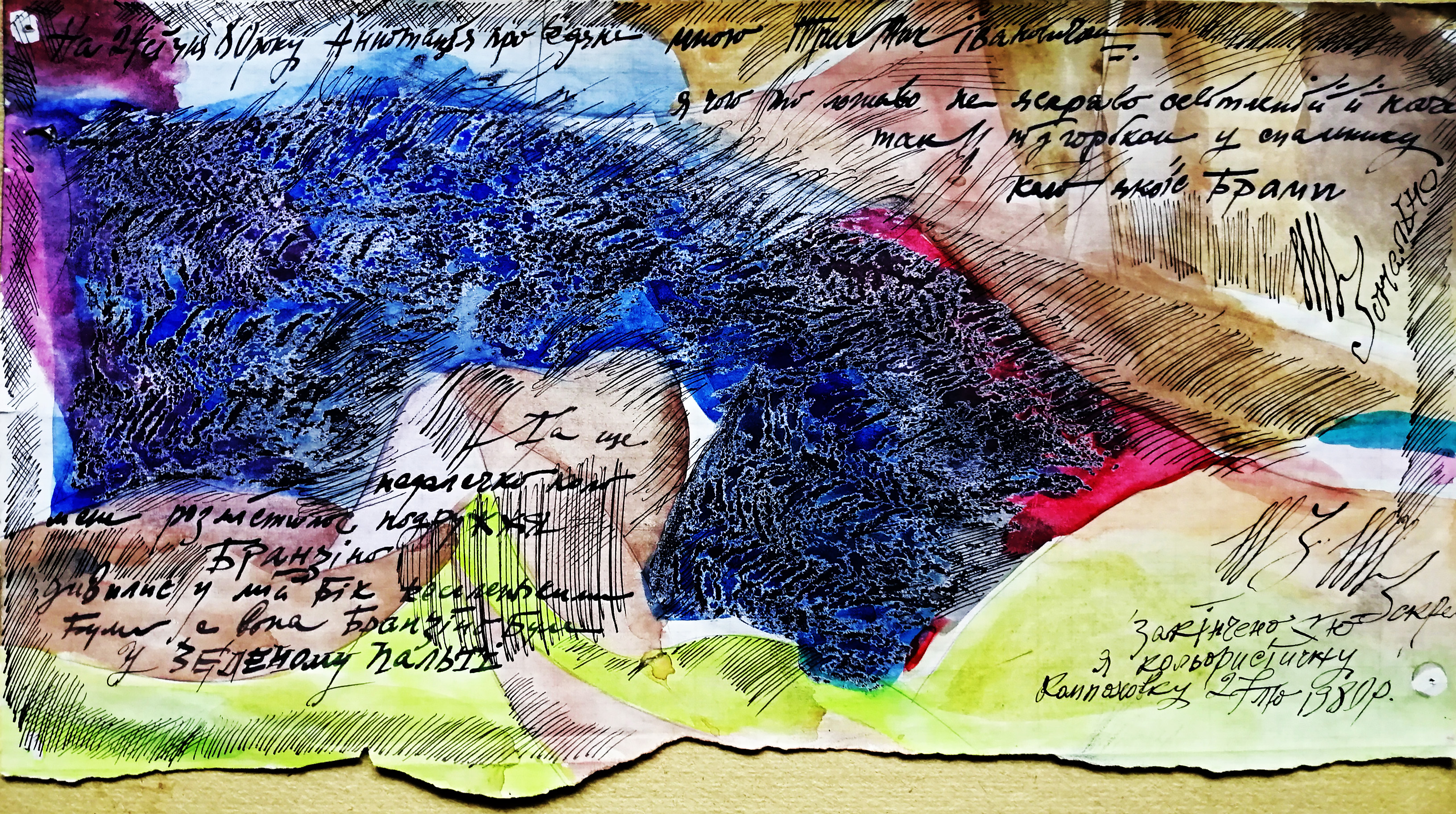
М.Трегуб. Зонально. Колористичний концепт. Папір, зм.техн. 1980

Концептуальне мистецтво — мистецький рух постмодернізму, що теоретично базується на засадах філософії концептуалізму, склався в кінці 1960-х років під впливом дадаїстів, майстрів поп-арту й мінімального мистецтва. Концептуалісти ставлять своїм завданням перехід мистецтва від виконання художніх творів до вільних від матеріального втілення «художніх ідей» (т. з. концептів — загальних уявлень). Творчість осмислюється концептуалістами як близький по духу хеппенінгу, але статично зафіксований процес залучення глядача в «гру ідей». Це оформляєються у вигляді графіків, діаграм, схем, цифр, формул, написів тощо.
Помітний вплив на поширення ідей концептуалізму в різних країнах мали представники московського концептуалізму Ілля Кабаков, Віктор Півоваров та Едуард Гороховський та інші, які працювали значну частину життя в еміграції.
Одним з перших концептуалістів в Україні вважають Вілена Барського, який почав створювати концептуальні колажі у 1960-х роках. У 70-і роки вирізнялись епатажні роботи харків'янина  Вагріча Бахчаняна,  а також   значна частина  робіт киян  Валерія Ламаха, Федора Тетянича , Миколи Тригуба.Серед Одеських художників своєрідне концептуальне мистецтво  у 1970-80-х створювали  Олексій Коцієвський, Володимир Федоров, Юрій Лейдерман, Леонід Войцехов, Ігор Чацкін,  Людмила Скрипкіна, Лариса Резун-Звєздочотова (група «АПТАРТ») та ін.  
Починаючи з 1990-х концептуальні практики використовують Фонд Мазоха та Олег Тістол (що деякі мистецтвознавці вважають неоконцептуалізмом). Риси концептуалізму притаманні творчості Бориса Михайлова, Анатоля Степаненко, Алевтини Кахідзе та ін.